# A gróf (film, 2023)
A gróf (eredeti cím: El Conde) 2023-ban bemutatott chilei horror-filmvígjáték, amelyet Pablo Larraín rendezett. A főbb szerepekben Jaime Vadell, Gloria Münchmeyer, Alfredo Castro, Paula Luchsinger és Catalina Guerra látható.
Amerikában és Magyarországon 2023. szeptember 15-én mutatták be a Netflixen.

## Cselekmény
A 18. században Claude Pinoche, egy királypárti francia katona, akiről kiderül, hogy vámpír, és túléli a megölésére tett kísérletet. A francia forradalom és Mária Antónia kivégzésének szemtanújaként megrendezi a halálát, és külföldre menekül, ahol a következő két évszázadban részt vesz a forradalmi felfordulások leverésében. Végül 1935-ben Chilében köt ki, és Augusto Pinochet néven csatlakozik a chilei hadsereghez. Tábornokká emelkedve 1973-ban megdönti Salvador Allende szocialista kormányát, és az ország diktátora lesz, miközben azt követeli, hogy családja "Gróf" néven szólítsa. Amikor a hatóságok hivatalából való távozása után nyomozni kezdenek a jogtalanul szerzett vagyona és az emberi jogok megsértése után, ismét megrendezi a halálát, és visszavonul egy távoli farmra. 250 év után fokozatosan elveszíti az élni akarását, ami aggasztja feleségét, Luciát, és hosszú ideje szolgáló komornyikját, Fjodort, egy fehéroroszt, akit Pinochet megharapott és vámpírrá változtatott.
Fjodor felveszi Augusto katonai egyenruháját, és hátborzongató gyilkosságsorozatra indul, hogy emberi szíveket találjon és fogyasszon el Santiagóban. A Pinochet-gyerekek, akik azt hiszik, hogy az apjuk a felelős, és alig várják, hogy megkapják az örökségüket, felbérelnek egy apácát, Carment, hogy a családi vagyon ellenőrzésének ürügyén exorcálja és ölje meg Augustót, és Carmen kíséretében elindulnak a farmra. Carmen elbűvöli Augustót a francia nyelvtudásával, míg ő rájön, hogy Fjodornak viszonya van Luciával, de eltűri, mivel megunta a lányt. Carmen alaposan kikérdezi a háztartást a jogi gondjaikról és a pénzügyeikről, és összeállít egy dossziét, amelyet a szobájában rejteget.
Carmen felfedi valódi apácai identitását Augusto előtt, és megpróbálja kiűzni őt, de a férfi jelenléte túlságosan megviseli, és végül szexuális kapcsolatot létesít vele, és hagyja, hogy vámpírrá változtassa őt. Ennek hatására érkezik Margaret Thatcher, akiről kiderül, hogy Claude anyja, aki születésekor elhagyta őt egy árvaházban, miután megerőszakolta és megharapta egy strigó. Margaret, aki féltékeny Carmen Augusto szerelmére, megparancsolja fiának, hogy ölje meg őt. Ehelyett Augusto megmutatja gazdagságát Carmennek, mire Carmen elárulja, hogy csak színlelte a férfi iránti vonzalmát, és hogy vámpírrá válása része volt annak a küldetésének, hogy a római katolikus egyház megbízásából beépüljön a Pinochet családba, és információkat gyűjtsön korrupt ügyleteikről. Menekülése közben Fjodor elfogja és guillotine-csapásra ítéli, majd elégeti a dossziéját.
Fjodor, Lucia és a Pinochet-gyerekek ezután megpróbálják megölni Augustót és Margitot, hogy megszerezzék örökségüket, de Augusto megöli Luciát, karót döfve a szívébe, Fjodort pedig fűrésszel lefejezi. Miközben Augusto és Margaret vámpírszívvel fiatalodik meg, és távozik, hogy új életet kezdjen, a gyerekekkel marad, hogy megmentsék a farmot, amit csak tudnak. Miközben távoznak, Carmen apácatársai megérkeznek a birtokra.

## Szereplők
| Szerep            | Színész           | Magyar hang       |
| ----------------- | ----------------- | ----------------- |
| Augusto Pinochet  | Jaime Vadell      | Németh Gábor      |
| Lucía Hiriart     | Gloria Münchmeyer | Zsurzs Kati       |
| Fyodor            | Alfredo Castro    | Rosta Sándor      |
| Carmen            | Paula Luchsinger  | Staub Viktória    |
| Lucía Pinochet    | Catalina Guerra   | Kocsis Mariann    |
| Anibal            | Marcial Tagle     | Jászberényi Gábor |
| Mercedes          | Amparo Noguera    | Németh Kriszta    |
| Manuel            | Diego Muñoz       | Rába Roland       |
| Jacinta           | Antonia Zegers    | Bertalan Ágnes    |
| Margaret Thatcher | Stella Gonet      | Bánsági Ildikó    |

### Magyar változat
- Magyar szöveg: Balázs Tünde
- Hangmérnök: Nemes László
- Vágó: Simkóné Varga Erzsébet
- Gyártásvezető: Hódos Edina
- Szinkronrendező: Dóczi Orsolya
- Produkciós vezető: Kónya Andrea

A szinkront a Mafilm Audio Kft. készítette el.

## A film készítése
A forgatás 2022. június 24-én kezdődött.